# سوق العصر (جدة)
سوق العصر أحد أسواق منطقة جدة التاريخية الواقعة في وسط مدينة جدة غرب المملكة العربية السعودية.